# Почтарёв, Анатолий Георгиевич
Анатолий Георгиевич Почтарёв (28 ноября 1936, с. Василево, Тёмкинский район, Западная область — 9 июля 2021) — тракторист совхоза «Менжинский» Ленинградского района Кокчетавской области, Казахская ССР. Герой Социалистического Труда (1971). Член КПСС с 1966 года.

## Биография
Родился 28 ноября 1936 года в крестьянской семье в селе Василево (ныне — Смоленской области).
Окончил семилетнюю школу в селе Тёмкино, после поступил на учёбу в училище механизации сельского хозяйства. С 1953 года трудился трактористом в колхозе имени Димитрова в родном селе.
В 1955—1956 годах проходил срочную службу в Советской Армии, после которой по комсомольской путёвке переехал в Казахстан на освоение целинных земель.
С 1957 года работал трактористом, комбайнёром в совхозе «Менжинский» Ленинградского района Кокчетавской области. Проработал в этом хозяйстве до выхода на пенсию.
Во время 7-й пятилетки (1959—1965) ежегодно перевыполнял план. За годы этой пятилетки намолотил более десяти тысяч тонн зерновых, за что был награждён Орденом Ленина.
Во время 8-й пятилетки (1966—1970) обработал на тракторе СК-4 посевную площадь в 6400 гектаров и намолотил более 6500 тонн зерновых. В 1971 году был удостоен звания Героя Социалистического Труда «за выдающиеся успехи, достигнутые в развитии сельскохозяйственного производства и выполнении пятилетнего плана продажи государству продуктов земледелия и животноводства».
Избирался делегатом XIII съезда Компартии Казахстана и XXV съезда КПСС.
В 1990 году вышел на пенсию и проживал в посёлке Менжинский.
В 1997 году переехал в деревню Тарлык Любинского района Омской области. С 2003 года проживает в посёлке Любинский.
В 2010-х годах переехал жить к детям в Новосибирск.
Скончался 9 июля 2021 года, похоронен на Клещихинском кладбище Новосибирска.

## Награды
- Герой Социалистического Труда — указом Президиума Верховного Совета СССР от 8 апреля 1971 года;
- Орден Ленина — дважды;
- Орден Октябрьской Революции (1976);
- Орден Трудового Красного Знамени (1980).